# Юханссон, Хуго (политик)
Ху́го Ю́ханссон (швед. Hugo Johansson; 28 марта 1900, Вордё, Або-Бьёрнеборгская губерния — 31 января 1983, Финстрём, Аландские острова) — политик Аландских островов; премьер-министр правительства Аландов (1955—1967).

## Биография
Родился 28 марта 1900 года в Вордё, в Або-Бьёрнеборгской губернии, в Великом княжестве Финляндском.
С 1 января 1955 по 28 марта 1967 года был премьер-министром правительства Аландов.
Скончался 31 декабря 1983 года в Финстрёме.